# Axoclinus storeyae
Axoclinus storeyae és una espècie de peix de la família dels tripterígids i de l'ordre dels perciformes.